# Унешево
Унешево (пол. Unieszewo) — село в Польщі, у гміні Ґетшвалд Ольштинського повіту Вармінсько-Мазурського воєводства.
Населення — 839 осіб (2011).

## Демографія
Демографічна структура станом на 31 березня 2011 року:
|          | Загалом | Допрацездатний вік | Працездатний вік | Постпрацездатний вік |
| -------- | ------- | ------------------ | ---------------- | -------------------- |
| Чоловіки | 415     | 80                 | 312              | 23                   |
| Жінки    | 424     | 104                | 262              | 58                   |
| Разом    | 839     | 184                | 574              | 81                   |